# おとおばけのぼうけん
おとおばけのぼうけんは、NHKラジオ第1放送のオーディオドラマである。

## 概要
子ども達に朗読や音楽といった演出や効果を使わず、自然な音の世界を感じ取ってもらい、日常生活の中にある仕事や生活の音、また世界の楽器の音などを通して、想像力を掻き立てることを目的としている。

## 案内役
- おとおばけ　澤田薫（声優）
- ニャンパチ　四代目江戸家猫八（声帯模写・タレント）
- コニャンコ　二代目江戸家小猫（同上）
- ナレーション　青木裕子（フリーアナウンサー）
- 「音をたずねて90年の旅」出演
  - 中村メイコ（パーソナリティ）
  - 夏川りみ
  - 落合恵子

## 放送日
| 期別         | 本放送                                                                                              | アンコール放送                                           | 備考 |
| ------------ | --------------------------------------------------------------------------------------------------- | -------------------------------------------------------- | --- |
| 第1期        | 2011年 （前編）12月19日-12月23日 （後編）12月26日-12月30日 11:45-11:50                              | 2012年7月23日-7月27日 11:45-11:50                        | アンコール放送は国会中継（第177回国会・7月24日は参議院予算委員会・平成23年度第二次補正予算審議、25日と27日は参議院・社会保障・税一体改革に関する特別委員会）のため、実際に放送できたのは7月23日と26日の2回だけであった |
| 第2期        | 2012年 （前編）7月30日-8月3日 （後編）8月28日-8月31日・9月3日 11:45-11:50                           | 2012年11月17日 「とっておきラジオ」枠内（9:05頃-9:55）   | 本放送は第94回全国高等学校野球選手権大会の開催期間の中断を挟んで2期にわたって放送 |
| 第3期        | 2012年 （前編）12月17日-12月21日 （後編）12月24日-12月28日 11:45-11:50                              | 2013年7月21日 9:05頃-9:30 7月22日-7月26日 11:45-11:50    | アンコールのうち2013年7月21日の放送は、本来は日曜討論の時間だが、参院選の投開票日であり、それに付随した選挙開票速報準備により休止したために穴埋めとして放送 |
| 第4期        | 2013年 （前編）7月29日-8月2日 （後編）8月26日-8月30日 11:45-11:50                                   | 2013年10月13日 「とっておきラジオ」枠内（16:05頃-16:55） | 本放送は第95回全国高等学校野球選手権大会の開催期間の中断を挟んで2期にわたって放送 |
| 第5期        | （前編）2013年12月24日-12月27日 （後編）2014年1月6日-1月10日 11:45-11:50                            | 2014年7月22日-7月25日 11:44-11:49                        | 本放送は年末年始特別編成（12月28日-1月5日）の中断を挟んで2期にわたって放送 |
| 第6期        | 2014年 （前編）7月28日-8月1日 （中編）8月4日-8月8日 （後編）8月25日-8月29日 11:44-11:49             |                                                          | 本放送は第96回全国高等学校野球選手権大会の開催期間の中断を挟んで3期にわたって放送 |
| 第7期        | （前編）2014年12月15日-12月19日 （中編）同12月22日-12月26日 （後編）2015年1月5日-1月9日 11:44-11:49 | 2015年7月27日-7月31日 11:44-11:49                        | 本放送は、祝日編成の12月23日と年末年始編成（12月27日-1月4日）の中断を挟んで、3期にわたって放送 |
| 特別番組     | 2015年3月21日 9:10-10:25                                                                            |                                                          | NHK-FM放送で放送。 NHK放送開始90周年記念特別ラジソン番組「NHK90時間ラジオ〜もっと届け、大切なこと〜」参加番組 |
| 第8期        | 2015年8月26日-8月28日・8月31日・9月2日 11:44-11:49                                                  | 2015年9月6日 「とっておきラジオ」枠内（16:05頃-16:55）   | 再放送は「ワークショップ」（1・2）に未放送部分を加え再構成したもの。 8月24日・8月25日は国会中継（第189回国会 24日は参議院予算委員会集中審議、25日は平和安全法制特別委員会・自衛隊法及び国際平和支援法改正案集中審議）のため休止。 このため本来24日に放送すべきだった内容「ディジュリドゥ」を26日に、25・26日の「ワークショップ」は27・28日に、27日の「川」は31日に、28日の「総集編」の放送は9月2日にそれぞれ延期して放送した。（9月1日は防災の日関連特番のため放送休止） |
| セレクション | 2015年11月1日 18:05頃-18:45頃 2015年11月23日22:45頃-23:00                                           |                                                          | 平成27年度文化庁芸術祭参加作品として出品するものを再構成して放送 |

※夏休み期間は全国高等学校野球選手権地方大会が行われる地域では、その放送を優先するため放送休止となるが、らじるらじるやNHKワールド・ラジオ日本、放送されていれば周辺都道府県で聴取可能。

## テーマ
| 期別     | テーマ |
| -------- | --- |
| 第1期    | 「どこにいるの?・コンビニ/ニャンパチとコニャンコ・アフリカ」 「どこのいるの?・空港/世界の楽器・スティールパン」 「どこにいるの?・公園/パーカストン・おなかとおしりの歌」 「なんのおと?・自転車/パーカストン・ほっぺとおでこの歌」 「クリスマス」 「どこにいるの?・遊園地/なんのおと?・自動販売機/ニャンパチとコニャンコ・牧場」 「どこにいるの?・駅/世界の楽器・バグパイプ」 「なんのおと?・電話/どこにいるの?・工事現場/パーカストン・てあしの歌」 「なんのおと?・洗濯機/ニャンパチとコニャンコ・水辺の動物」 「生まれる」 |
| 第2期    | 「なんのおと?・水/どこにいるの?・プール」 「おとのたつじん・DJ編」 「せかいのおと・馬頭琴編」 「おとのたつじん・ドラマ効果マン編」 「せかいのおと・バンドネオン編」 「肝試し」 「木の一生」 「夏のひかり」 「夏の一日」 「ミクロワールド」 |
| 第3期    | 「たべるおと」 「おとのたつじん・ヨーデル歌手編」 「ふゆのあそび」 「せかいのおと・能管編」 「あさのふうけい」 「おとあつめ」（1・2） 「宇宙」 「ジャングル」（1・2） |
| 第4期    | 「くるま」 「きょうりゅう」 「歯医者さん」 「せかいのおと・ウクレレ編」 「どうぶつ・パンダ編」 「なわとび」 「陸上競技」 「不気味な夏のおと」 「海の生き物」（1・2） |
| 第5期    | 「ヒューマンビートボックス」 「怒り」 「象」 「世界の楽器・オーボエ編」 「空」（1・2） 「馬」 「のこぎり」 「ゴリラ」 |
| 第6期    | 「ハーモニカ」 「たたく・仕事編」 「サッカー」 「インド」 「ねむり」 「歌舞伎」 「わらい」 「日常のたたく」 「音だけ絵本」（1・2） 「タップダンス」 「イギリス」 「バスケットボール」 「音だけ絵本」（3・4） |
| 第7期    | 「バトンタッチ」 「タブラ」 「音だけ絵本」（1・2） 「おまけおばけ特集」 「口笛」 「音だけ絵本」（3・4・5・6・7） 「家をたてる」 「音だけ絵本」（8） |
| 特別番組 | 「音をたずねて90年の旅」 ・夏川りみファミリーコンサート ・音をたずねて90年 ・落合恵子のつないで読もう「ぼく にげちゃうよ」 |
| 第8期    | 「ディジュリドゥ」 「ワークショップ」（1・2） 「川」 「総集編」 |

## 注
1. ↑  本来であれば後編は8月27日から31日放送の予定だったが、国会中継（第180回国会・参議院予算委員会集中審議）のため27日の放送が中止・延期となった。
2. 1 2 3  同大会期間中は夏休み子ども科学電話相談も休止。雨天中止となった場合でも当番組・および電話相談は開催しない
3. ↑  12月23日を除く
4. ↑  第189回国会 参議院 予算委員会 第20号 平成27年8月24日 - 国会会議録検索システム
5. ↑  第189回国会 参議院 我が国及び国際社会の平和安全法制に関する特別委員会 第12号 平成27年8月25日 - 国会会議録検索システム
6. ↑  その後25日に関しては、台風15号が熊本市に上陸したため、その日の午前中のラジオ第1は台風情報に充て、国会中継はFMに迂回して放送された
7. ↑  2015年7月31日に「東京おもちゃ美術館」で開催した公開録音「出張・おとおばけ」（MC・神崎ゆう子、小笠原育美）の模様を放送